# NGC 2049
NGC 2049 is een spiraalvormig sterrenstelsel in het sterrenbeeld Duif. Het hemelobject werd op 28 januari 1835 ontdekt door de Britse astronoom John Herschel.

## Synoniemen
- ESO 424-11
- MCG -5-14-11
- AM 0541-300
- PGC 17657